# Eusébio de Roma
Eusébio de Roma (m. c. 357) foi o fundador da igreja no Monte Esquilino, em Roma, que leva seu nome e está listado no Martirológio Romano como um dos santos venerados no dia 14 de agosto.
O "Martirológio de Usuardo" o define como sendo um confessor na época do imperador ariano Constâncio II e acrescenta que ele foi enterrado no cemitério de Calisto. Alguns martirológios posteriores afirmam que ele teria sido mártir, definindo-o como um patrício romano e um sacerdote, principalmente nos martirológios latinos.

## Vida e obras
A "Acta Eusebii", descoberta em 1479 por Mombritius e reproduzida por Baluze em sua "Miscellanea" (1678–1715), conta a seguinte história sobre Eusébio: quando o papa Libério recebeu permissão de Constâncio II para voltar para Roma, supostamente ao custo de sua ortodoxia por aceitar a fórmula ariana proposta no Concílio de Sírmio, Eusébio, um padre e defensor ardente do Credo de Niceia, pregou publicamente contra o papa e contra o imperador, chamando-os de heréticos. Quando o partido niceno, que apoiaava o antipapa Félix, foi excluído de todas as igrejas, Eusébio continuou a rezar a missa em sua própria casa. Ele foi preso e levado perante Libério e Constâncio, mas corajosamente repreendeu Libério por abandonar a fé. Por isso, foi atirado numa masmorra com pouco mais de um metro de largura (ou foi aprisionado em sua própria casa), onde passou o tempo em oração até morrer alguns meses depois. Seu corpo foi enterrado no cemitério de Calisto e seu túmulo foi marcado com uma inscrição simples: "Eusebio homini Dei" ("Eusébio, um homem de Deus"). Este ato de gentileza foi realizado por dois padres, Gregório e Orósio, amigos de Eusébio. O primeiro foi preso no mesmo local onde ficou Eusébio e morreu ali, sendo enterrado por Orósio, que revela-se como autor dos "Acta".
Admite-se geralmente que estes "Atos" são uma faslificação no todo ou pelo menos em parte, escritos no mesmo espírito (se não pela mesma mão) que a nota sobre Libério no Liber Pontificalis. Os bolandistas e Tillemont notaram algumas dificuldades históricas na narrativa, especialmente o fato de que Libério, Constâncio e Eusébio jamais estiveram em Roma ao mesmo tempo. Constâncio só visitou a cidade uma vez e permaneceu lá por cerca de um mês, numa época que Libério ainda estava exilado. Alguns, aceitando a suposta falta de Libério, superam esta dificuldade afirmando que, a pedido dele, que ressentia o zêlo de Eusébio, o poder secular interferiu e prendeu-o. Não é certo que Eusébio tenha morrido depois do retorno de Libério, durante seu exílio ou muito antes desta época.
Diz-se que Sant'Eusebio, a igreja em estilo basilical no Esquilino e dedicada a Eusébio, teria sido construída sobre a sua casa. Ela foi mencionada nos atos de um concílio realizado em Roma pelo papa Símaco em 498 e foi reconstruída pelo papa Zacarias. É atualmente uma igreja titular de um cardeal-presbítero e uma igreja estacional para a sexta-feira posterior ao quarto domingo na Quaresma. Antigamente estava sob os cuidados dos celestinos (uma ordem extinta) e hoje está com os jesuítas.
O Calendário Tridentino trazia uma comemoração de Eusébio, logo depois da comemoração da vigília da festa da Assunção de Maria em 14 de agosto, dia no qual a liturgia principal era a da festa de São Lourenço de Roma. A edição típica de 1920 do Missal Romano omitia esta celebração e a vigília da Assunção se tornou liturgia principal juntamente com a comemoração de Eusébio. A revisão do calendário de 1969 removeu a comemoração de Eusébio, mas permitiu que ela continuasse a ser celebrada em sua basílica em Roma.

## Atribuição
- "St. Eusebius" na edição de 1913 da Enciclopédia Católica (em inglês).  Em domínio público.